# 3481 Xianglupeak
A 3481 Xianglupeak (ideiglenes jelöléssel 1982 DS6) a Naprendszer kisbolygóövében található aszteroida. Peking Observatory fedezte fel 1982. február 19-én.